# 유령 친구 부트나스
유령 친구 부트나스(Bhoothnath)는 인도에서 제작된 비벡 샤르마 감독의 2008년 코미디, 드라마, 판타지 영화이다. 아미타브 밧찬 등이 주연으로 출연하였고 B.R. 초프라 등이 제작에 참여하였다.

## 출연

### 주연
- 아미타브 밧찬
- 아만 시디퀴

### 조연
- 주히 초울라
- 사티시 샤
- 라즈팔 야다브
- 샤룩 칸
- 니나 쿨카르니
- 샤나 디야
- 라리트 파라샤
- 아치웃 포트다르

## 제작진
- 협력프로듀서: 아브헤이 초프라
- 협력프로듀서: 카필 초프라
- 미술: 무니시 사펠
- 의상: 니미샤 자
- 의상: 아키 니루라
- 의상: 비크람 파드니스
- 의상: 아나이타 슈로프